# Never There (Sum 41)
Never There è un singolo del gruppo musicale canadese Sum 41, il terzo estratto dal loro settimo album in studio Order in Decline, pubblicato il 18 giugno 2019.

## Descrizione
A proposito del brano, il cantante Deryck Whibley ha detto:
In un'intervista concessa a Kerrang!, ha aggiunto che il brano non parla solo del legame con il padre, ma anche con "qualcosa che manca" che con solo lui al mondo può condividere e di come sua madre sia riuscita a non fargli avvertire il bisogno di una figura paterna.

## Video musicale
Il video ufficiale del brano, prodotto da Selfish Entertainment e diretto da John Asher, è stato presentato dal gruppo con la frase "dedicato a tutti i genitori single".

## Tracce
Testi e musiche di Deryck Whibley.
1. Never There – 4:20

## Classifiche
| Classifica (2019)             | Posizione massima |
| ----------------------------- | ----------------- |
| Stati Uniti (mainstream rock) | 32                |

## Formazione
- Deryck Whibley – voce, chitarra ritmica, pianoforte
- Dave Baksh – chitarra solista, voce secondaria
- Tom Thacker – chitarra solista e ritmica, voce secondaria
- Cone McCaslin – basso, voce secondaria
- Frank Zummo – batteria, percussioni